# Красимира Йорданова (музикален редактор)
Красимира Йорданова е българска певица, дългогодишен музикален редактор и водещ, с над 50-годишна дейност, в Българско национално радио. Има особени заслуги в обогатяването и развиването на класическата музика в радиото, за което е наградена.

## Биография
Родена е на 12 март 1936 г. в София. Тя е една от първите хористки в хор „Бодра смяна“ с диригент Бончо Бочев и участник в детския хор на Софийската опера. Завършва първия випуск на Руската гимназия в София през 1953 г. и Българската държавна консерватория през 1958 г. в класа по хорово дирижиране на Димитър Русков.
През 1962 г. издържа успешно приемния изпит за музикален редактор в Радио „София“ (днес БНР) и е назначена през 1963 г. в редакция „Симфонична музика“. През годините работи и в редакция „Планиране и координация“ и „Оперна музика“.
През 1971 г. става част от екипа на новосъздадената програма „Хоризонт“, а след обединението на музикалните редакции на всички програми – „Хоризонт“, „Христо Ботев“ и „Орфей“, е един от хората, изградили техния съвременен облик. Създава авторското предаване „За любителите на оперната музика“ и заедно с Мария Пухлева, Жейна Папазова и Здравка Андреева осъществява първото „живо“ музикално предаване със събеседници в ефирното студио и открити телефони за слушателите, за което екипът е удостоен с награда „Сребърна лира“ на Съюза на музикалните и танцовите дейци в България.
В края на 1970-те години Красимира Йорданова става завеждащ редакция „Вокална музика“ към Дирекция „Музика“ на Българското национално радио. Под нейно ръководство са се обучили и „израснали“ професионално две поколения музикални редактори.
През 1991 г. Красимира Йорданова се пенсионира, но продължава да сътрудничи активно на всички предавания за класическа музика на програма „Хоризонт“ и предаванията за оперна и хорова музика на програма „Христо Ботев“.
През 2011 г. ѝ е връчена награда на Министерството на културата за заслуги към българската музикална култура.